# Денисов, Яков Андреевич
Яков Андреевич Денисов (25 марта 1862 — 24 сентября 1919) — русский филолог-классик, специалист по античной метрике; общественный деятель.

## Биография
Родился в Орловской губернии в крестьянской семье. В 1880 г. окончил Ломоносовскую семинарию в Москве и стал студентом университетского отделения Московского лицея, затем историко-филологического факультета Московского университета. Учился у Ф.Е. Корша. Одновременно с подготовкой к магистерским экзаменам опубликовал «Основания метрики у древних греков и римлян» (М., 1888), до сих пор остающееся последним самостоятельным изложением античной метрики на русском языке. В 1892 г. защитил диссертацию «Дохмий. Глава из греческой метрики» (в этом же году под таким же названием в Москве был опубликован его второй научный труд). Затем был профессором кафедры классической филологии Харьковского университета. В 1898 в Москве защитил докторскую диссертацию «Дохмий у Эсхила» (основные ее положения были отражены в изданном в этом же году в Харькове труде с таким же названием). С 21 августа 1904 г. и до 1918 г. Денисов занимал должность ординарного профессора по кафедре классической филологии Харьковского университета. Читал там лекции по истории греческой литературы и по метрике древних языков, а на женских курсах — по истории греческой литературы. Публиковался в журналах «Филологическое обозрение», «Журнал министерства народного просвещения».

## Общественная деятельность
Был одним из учредителей и активных деятелей Харьковского отдела Русского Собрания. Многократно выступал там с докладами, большая часть которых опубликована в журнале «Мирный труд» или в виде отдельных брошюр. С 1906 г. участвовал в работе Харьковского отдела Союза Русского Народа. Был награжден орденами св. Станислава 2-й степени, св. Анны, св. Владимира 4-й степени.
После революции, как следует из текста его допроса следователем губчека в Орле в 1919 г., разочаровался в политической жизни, но все же встречался с В.М. Пуришкевичем и вместе с профессором А.С. Вязигиным был застрелен (или зарублен) в Орле в ночь с 23 на 24 сентября 1919 г..

## Отзывы
«Прочтя то, что говорит Томашевский о силлабо-тоническом стихе, я вздыхаю по старом учебнике Денисова, написанном под руководством
проф. Корша; там метрико-тоническая система проведена с блеском», — писал Андрей Белый.

## Некоторые сочинения
- Основания метрики у древних греков и римлян (М., 1888);
- Дохмий. Глава из греческой метрики (М., 1892);
- Дохмий у Эсхила (Харьков, 1898);
- Еврипид и его значение в истории греческой трагедии. Краткий курс метрики. Харьков, 1901;
- Отклики русской женщины на современные события. Харьков, 1905;
- Профессор Харьковского университета М. А. Остроумов (по поводу тридцатилетия его педагогической и научной деятельности). Харьков, 1906;
- Разрешается ли рабочий вопрос республиканским строем // Мирный труд. 1908. № 3; Значение истории греческой литературы. Харьков, 1913 и др.